# Placówka Straży Celnej „Krasnołąka”

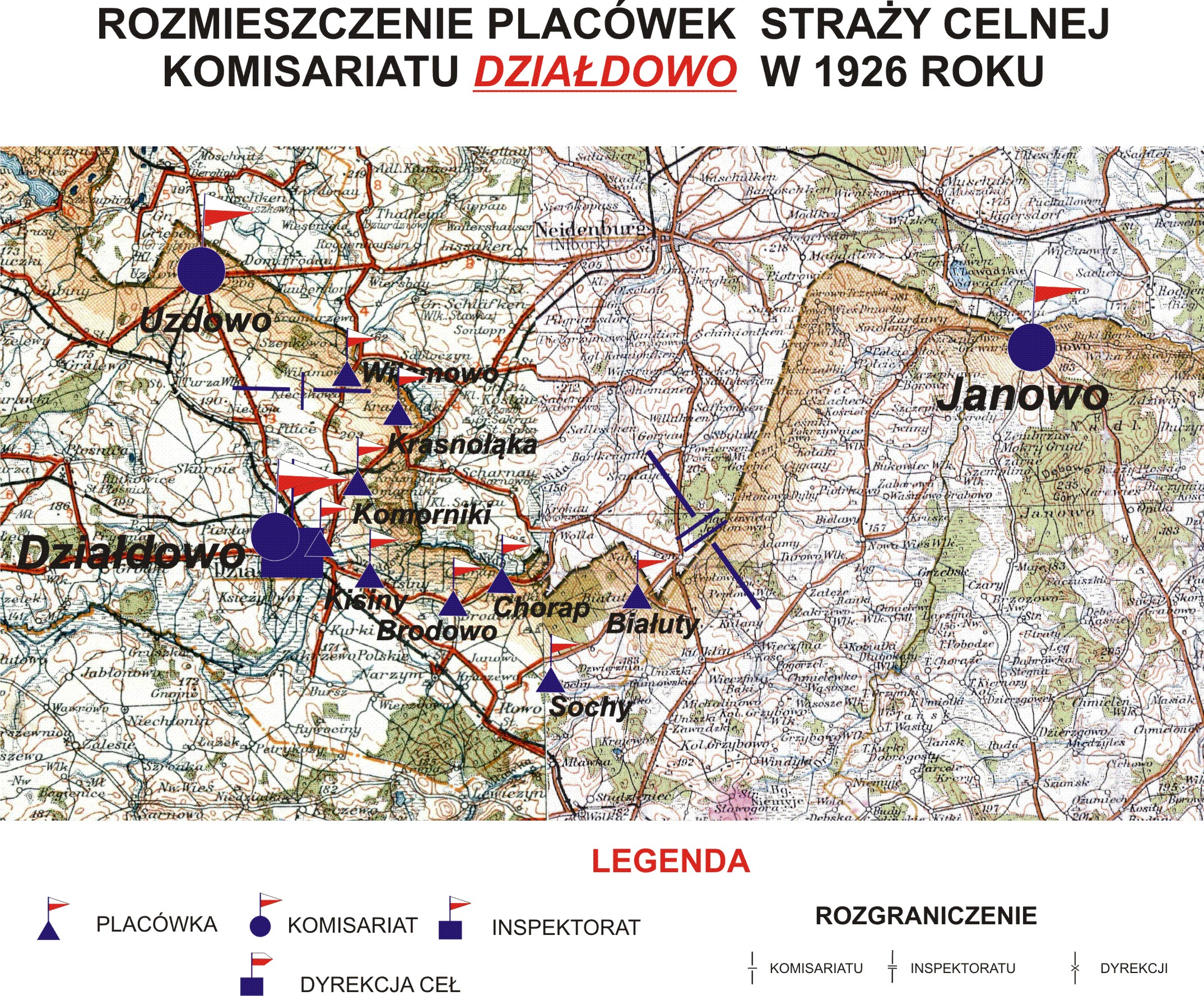
Rozmieszczenie placówek SC komisariatu "Działdowo" w 1926 roku

Placówka Straży Celnej „Krasnołąka” – jednostka organizacyjna Straży Celnej pełniąca w okresie międzywojennym służbę ochronną na granicy polsko-niemieckiej.

## Formowanie i zmiany organizacyjne
Na wniosek Ministerstwa Skarbu, uchwałą z 10 marca 1920 roku, powołano do życia Straż Celną. Jednostki Straży Celnej rozpoczęły przejmowanie odcinków granicy od pododdziałów Batalionów Celnych. W 1921 roku w Działdowie stacjonował sztab 3 kompanii 13 batalionu celnego. Kompania wystawiała między innymi placówkę w Krasnołące. Proces tworzenia Straży Celnej trwał do końca 1922 roku. Placówka Straży Celnej „Krasnołęka” weszła w podporządkowanie komisariatu Straży Celnej „Działdowo” z Inspektoratu SC „Działdowo”.
W drugiej połowie 1927 roku przystąpiono do gruntownej reorganizacji Straży Celnej. W praktyce skutkowało to rozwiązaniem tej formacji granicznej. Ochronę północnej, zachodniej i południowej granicy państwa przejęła powołana z dniem 2 kwietnia 1928 roku Straż Graniczna.
Rozkazem nr 1 z 12 marca 1928 roku w sprawach organizacji Mazowieckiego Inspektoratu Okręgowego Naczelny Inspektor Straży Celnej gen. bryg. Stefan Pasławski określił strukturę organizacyjną komisariatu SG „Działdowo”. Placówka Straży Granicznej I linii „Krasnołąka” znalazła się w jego strukturze.

## Służba graniczna
Sąsiednie placówki
- placówka Straży Celnej „Komorniki” ⇔ placówka Straży Celnej „Wilamów” − 1926[11]

## Funkcjonariusze placówki
Kierownicy placówki
| stopień          | imię i nazwisko, numer | okres pełnienia służby | kolejne stanowisko |
| ---------------- | ---------------------- | ---------------------- | ------------------ |
| starszy strażnik | Michał Białas (2336)   | był w 1926             |                    |

Obsada personalna placówki w 1926:
- starszy strażnik Michał Białas (2336)
- starszy strażnik Edward Wargin (548)
- strażnik Józef Plewa (2618)
- strażnik Antoni Łakomy (2536)
- strażnik Antoni Serba (2683)
- strażnik Bronisław Ciechowicz (611)

## Służba graniczna
Sąsiednie placówki
- placówka Straży Celnej „Komorniki” ⇔ placówka Straży Celnej „Wilamów” − 1926[12]